# 452
452 је била преступна година.

## Догађаји
- Хуни под Атилом нападају северну Италију. Цар Валентинијан III бежи из Равене у Рим, и шаље папу Лава I да убеди Атилу да се врати у Угарску равницу. Хуни уништавају градове Аквилеју, Падову и Верону. Милано је спашен јер се Атили нуди огромна количина злата. Флавије Аеције (магистер милитум) није у стању да подигне нову војску против њега.
- Риму прети Атила, али није нападнут, због покушаја папе Лава I у последњем тренутку. Угрожен вестима о појачањима из Источног римског царства и куги која је избила међу Хунима, Атила је убеђен да се повуче.
- Град Венецију су основали бегунци из Атилине војске који беже на мала острва у Венецијанској лагуни.
- Краљ Вортигерн се жени Хенгистовом ћерком, Ровеном, и постаје краљ Британаца. Англосаксонци повећавају своја насеља у Британији.
- Нан'ан Јинванг је наследио свог оца, цара Таивуа из Северног Веја, након што га је убио евнух Зонг Аи. Касније ове године, Иинванг је такође убијен, а Аи је свргнут од стране групе високих званичника. Венченг Ди, са 12 година, постаје нови цар Северног Веја.